# Формальная верификация
Формальная верификация или формальное доказательство — формальное доказательство соответствия или несоответствия предмета верификации его формальному описанию. Предметом выступают алгоритмы, программы и другие доказательства.
Из-за рутинности даже простой формальной верификации и теоретической возможности их полной автоматизации под формальной верификацией обычно подразумевают автоматическую верификацию с помощью программы.

## Обоснование
Тестирование программного обеспечения не может доказать, что система, алгоритм или программа не содержит никаких ошибок и дефектов и удовлетворяет определённому свойству. Это может сделать формальная верификация.

## Области применения
Формальная верификация может использоваться для проверки таких систем, как программное обеспечение, представленное в виде исходных текстов, криптографические протоколы, комбинаторные логические схемы, цифровые схемы с внутренней памятью.

## Теоретические основы
Верификация представляет собой формальное доказательство на абстрактной математической модели системы, в предположении о том, что соответствие между математической моделью и природой системы считается изначально заданным. Например, по построению модели либо математического анализа и доказательства правильности алгоритмов и программ.
Примерами математических объектов, часто используемых для моделирования и формальной верификации программ и систем являются:
- формальная семантика языков программирования, например операционная семантика[англ.], денотационная семантика[англ.], аксиоматическая семантика[англ.] (логика Хоара), математическая семантика программ
- теории и системы типов — в первую очередь, системы с зависимыми типами (см. лямбда-куб)
- логика разделения (расширение логики Хоара)
- конечный автомат
- помеченная модель состояний и переходов
- сеть Петри
- временной автомат
- гибридный автомат
- исчисление процессов
- структурированные алгоритмы
- структурированные программы

## Подходы к формальной верификации
Существуют следующие подходы к формальной верификации:
- формальная семантика языков программирования
- написание программ, которые верны по построению (см. зависимый тип, лямбда-куб, параметричность[англ.])
- проверка моделей (model checking)
- логический вывод (logical inference)
- символьное выполнение[англ.]
- абстрактная интерпретация[англ.]
- систематический анализ алгоритмов и программ
- технологии доказательного программирования

## Доказательное программирование
Доказательное программирование — использовавшаяся в 1980-х годах в академических кругах технология разработки программ для ЭВМ с доказательствами правильности — доказательствами отсутствия ошибок в программах (понимая, в рамках данной теории, ошибки как несоответствия между задуманным алгоритмом и фактическим алгоритмом, реализуемым программой).

## Автоматическая проверка доказательства
Доказательство может быть автоматизировано полностью лишь для очень небольшого круга простых теорий, поэтому важное значение получает его автоматическая проверка и для этого преобразование к проверяемому виду.  Значительное количество практически важных задач, в том числе, например, задача остановки, является алгоритмически неразрешимыми.
Для поддержания строгости при проверке доказательства верификатором следует проверить ещё и верификатор, для чего нужен ещё один верификатор и так далее. Получившуюся бесконечную цепь верификаторов можно было бы свернуть, построив верифицирующий себя верификатор, обладающий способностью развернуться до применимого на практике. 

## Примеры интерактивного доказательства
Код аутентификации HMAC от OpenSSL из 134 строк на языке C был верифицирован с использованием 2832 строк на Coq.
Еще одним примером является файловая система FSCQ. Код и его верификация выполнялись на Coq, занимая 31 тысяч строк доказательства и кода в сумме. Для сравнения, непроверенная файловая система написана на C и занимает всего 3 тысяч строк. Несмотря на то что первоначальные работы, включая создание логического каркаса для Coq, требовали нескольких человеко-лет, эксперименты выявили поэтапное снижение стоимости при внесении изменений в код и доказательство.